# Raimo Suikkanen
Raimo Rainer Suikkanen (* 20. Dezember 1942 in Iitti; † 22. Januar 2021 in Lahti) war ein finnischer Radrennfahrer und nationaler Meister im Radsport.

## Leben und sportliche Laufbahn
Suikkanen startete bei Olympischen Sommerspielen 1968 im Straßenrennen, im Mannschaftszeitfahren sowie im 1000-Meter-Zeitfahren. Bei seiner zweiten Olympiateilnahme in München 1972 belegte er in der Einerverfolgung den 19. Platz.
Er vertrat Finnland bei den zwei Weltmeisterschaften (1970 und 1971), wurde zwischen 1967 und 1972 siebenfacher Finnischer Meister im Bahnradsport und stellte mehrere nationale Rekorde im Bahnradsport auf. 1969 und 1970 wurde er zum finnischen Radfahrer des Jahres gewählt. Mit dem Porvoon ajot gewann er 1969 das älteste finnische Eintagesrennen.
1965 bestritt er die Internationale Friedensfahrt. Er beendete das Etappenrennen auf dem 67. Platz des Endklassements.